# 中国档案文献遗产
中国档案文献遗产，是中华人民共和国国家档案局为推动全面开展确定、保护、管理和利用中国档案文献遗产的系列计划和措施的“中国档案文献遗产工程”工作，而评定通过的“有特色、有典型意义的，同时又是最急需抢救”的国家级档案文献，其中具有国际级文化价值的档案文献会向联合国教科文组织申报《世界记忆名录》。
第一至第三批名录共收录113件（组）档案，按载体可分为金属、木质、纸质、丝质、缩微品（底片）、声像六类。以纸质档案为主，仅12件（组）为非纸质档案:39。

## 历史
1995年，中华人民共和国国家档案局牵头组织成立中国世界记忆工程委员会。国家档案局副局长、中央档案馆副馆长郭树银任主席。2000年，为与“世界记忆工程”接轨，国家档案局启动“中国档案文献遗产工程”。同年，成立“中国档案文献遗产工程”课题组，制定《中国档案文献遗产工程总计划》（讨论稿），指导工程的具体实施:37。
2001年2月，国家档案局牵头组织“中国档案文献遗产工程”领导小组。时任国家档案局局长、中央档案馆馆长毛福民担任组长。四位副局长担任副组长。任主席。5月，国家档案局在北京召开“世界记忆工程”暨“中国档案文献遗产工程”申报工作座谈会。11月，成立“中国档案文献遗产工程”国家咨询委员会，季羡林担任名誉主任:37。
2002年3月，国家档案局组织召开“中国档案文献遗产工程”国家咨询委员会评审会，评定通过第一批名录，共计48件（组）档案文献。2003年10月，通过第二批名录，共计35件（组）档案文献。2010年2月，通过第三批名录，共计30件（组）档案文献。2014年3月，对第四批档案文献进行评审:37。